# Гидроксипрогестерон
Гидроксипрогестерон (17α-гидроксипрогестерон) — второстепенный прогестоген, производимый жёлтым телом яичников и корой надпочечников. По химическому строению является стероидным гормоном. От прогестерона отличается наличием дополнительного гидроксильного радикала у 17-го атома углерода в стероидном скелете молекулы.
Очень большие количества гидроксипрогестерона производит плацента плода во время беременности, причём количество производимого плацентой гидроксипрогестерона прогрессивно увеличивается от I к III триместру беременности и резко падает за несколько дней до родов.

## Медицинское значение
Повышенные уровни 17-гидроксипрогестерона могут говорить о наличии врожденной гиперплазии коры надпочечников вследствие недостаточности 21-гидроксилазы. Поскольку в некоторых случаях, таких как беременность, рост уровня 17-гидроксипрогестерона вызывается нормальными процессами, а также для избежания ненужной терапии, для подтверждения наличия заболевания используют тест с адренокортикотропным гормоном (АКГТ) и генетическое тестирование.
В 2016 году общественная организация «Российская ассоциация эндокринологов» выпустила Клинические рекомендации по диагностике и лечебно-профилактическим мероприятиям при врождённой дисфункции коры надпочечников у пациентов во взрослом возрасте, в которых представила диагностические значимые уровни 17α-гидроксипрогестерона и критерии постановки диагноза, а также правила ведения пациентов.